# Selección de polo de India
La Selección de polo de India es el conjunto que representa a India en las competencias internacionales de polo. 
Ha participado en cuatro mundiales, no ha pasado la primera ronda.

## Resumen mundialista
| Campeonato Mundial de Polo | Campeonato Mundial de Polo | Campeonato Mundial de Polo | Campeonato Mundial de Polo | Campeonato Mundial de Polo | Campeonato Mundial de Polo |
| -------------------------- | -------------------------- | -------------------------- | -------------------------- | -------------------------- | -------------------------- |
| 1987:                      | No clasificó               | 1989:                      | No clasificó               | 1992:                      | No clasificó               |
| 1995:                      | Primera fase               | 1998:                      | No clasificó               | 2001:                      | Primera fase               |
| 2004:                      | No clasificó               | 2008:                      | No clasificó               | 2011:                      | Primera fase               |
| 2015:                      | No clasificó               | 2017:                      | Primera fase               |                            |                            |